# Eolagurus luteus
Eolagurus luteus är en däggdjursart som först beskrevs av Eduard Friedrich Eversmann 1840.  Eolagurus luteus ingår i släktet Eolagurus och familjen hamsterartade gnagare. IUCN kategoriserar arten globalt som livskraftig. Inga underarter finns listade i Catalogue of Life.
Arten blir 105 till 195 mm lång (huvud och bål) och har en 12 till 22 mm lång svans. Pälsen har på ovansidan en sandbrun färg. Den blir mera gulaktig på kroppssidorna och är på buken blek gul. På huvudets baksida och kring ögonen är pälsen mörkare. Hos ungdjur kan det finnas en mörkare strimma på ryggens mitt. Klon vid tummen är mindre och spetsigare än hos den andra arten i samma släkte.
Denna gnagare förekommer främst i provinsen Xinjiang i Kina. Mindre populationer finns i östra Mongoliet och i dalgångar i ryska Altajbergen. Habitatet utgörs av torra stäpper och av halvöknar.
Individerna är aktiva på dagen och äter gräs, rötter och frön. De gräver underjordiska bon. Honor kan ha upp till tre kullar under sommaren med 6 till 9 ungar per kull. Populationens storlek i en viss region kan variera mycket mellan olika år. Ungarna blir tre till fyra veckor efter födelsen könsmogna.